# 奧索布洛加河
50°28′33″N 17°58′15″E / 50.47583°N 17.97083°E

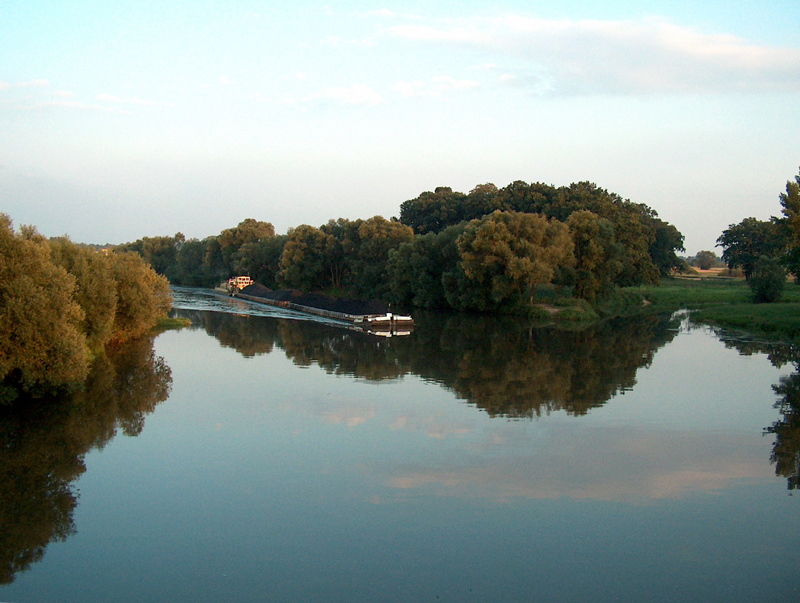

奧索布洛加河是東歐的河流，流經捷克和波蘭，屬於奧得河的支流，處於首都布拉格以東250公里，河口處在克拉普科維采，河畔城鎮有格沃古韋克。